# سیارک ۱۳۴۲۳
سیارک ۱۳۴۲۳ (به انگلیسی: 13423 Bobwoolley، نامگذاری:1999VR22) سیزده هزار و چهارصد و بیست و سومین سیارک کشف شده‌است که در ۱۳ نوامبر ۱۹۹۹ کشف شد.
قدر مطلق سیارک برابر ۱۲٫۷۰ است.